# Dialectica aemula
Dialectica aemula là một loài bướm đêm thuộc họ Gracillariidae. Nó được tìm thấy ở Úc (Northern Territory, Tasmania, Queensland và Victoria), Ấn Độ (Bihar) và Nepal.
Con lớn tương tự như Dialectica scalariella, đã được cố ý du nhập vào Australia.
Ấu trùng ăn Cynoglossum species (bao gồm Cynoglossum australe, Cynoglossum lanceolatum và Cynoglossum suaveolens), Trichodesma indicum và Trichodesma zeylanicum. Chúng ăn lá nơi chúng làm tổ.